# Spartacus (Chatsjatoerjan)
Spartacus (Russisch: Спартак, Spartak) is balletmuziek die Aram Chatsjatoerjan schreef bij het ballet van Leonid Jakobson.

## Ballet
Voor het avondvullend ballet schreef Chatsjatoerjan 47 stukken muziek, een aantal specifiek op verzoek van de choreograaf. Hij was er dan ook vier jaar mee bezig. Die stukken waren verdeeld over de vier akten die het ballet in zich heeft (door Joeri Grogorovitsj teruggebracht tot 3). De originele uitvoeringen waren bestemd voor het Kirov Staats Ballet dat een uitgebreid symfonieorkest tot haar beschikking had. Het werd geleid door algemeen dirigent Pavel Feldt, er was voor de zangfragmenten nog een aparte koordirigent ingeschakeld: Aleksandr Moerin. Chatsjatoerjan orkestreerde het voor:
- gemengd koor
- 3 dwarsfluiten (III ook piccolo), 3 hobo’s (III ook althobo), 3 klarinetten (III ook basklarinet), 1 altsaxofoon,  2 fagotten (II ook contrafagot)
- 4 hoorns, 4 trompetten, 3 trombones, 1 tuba
- pauken, percussie, 2 harpen, piano en celesta
- violen, altviolen, celli, contrabassen

"Ik dacht als Spartacus, aldus Chatsjatoerjan. Ik wilde de slavenopstand als een monumentaal fresco beschrijven; ik probeerde de atmosfeer van het oude Rome vast te leggen om het verre verleden tot leven te brengen. De spirituele relatie tussen Spartacus en de moderne tijd verloor ik daarbij niet uit het oog". De muziek staat bol van de volksmuziek uit de Kaukasus en overig Rusland. Eric Rosebury omschreef het in de Chandosuitgave van 1991 als in de traditie van muziek van Aleksandr Borodin, Nikolaj Rimski-Korsakov, Maurice Ravel en George Gershwin. Volgens diezelfde uitgave zei Dmitri Sjostakovitsj, dat het een groots en vrolijke bijdrage was aan ons muzikaal leven.

## Suite
De componist stelde in de periode 1955 tot 1957 drie suites samen uit de muziek alsmede ook drie Symfonische beelden. In 1975 volgde nog een vierde suite.

### Suite 1
De eerste suite van circa 25 minuten muziek bevat de volgende stukken muziek:
1. Introductie en Dans van de nimfen
2. Introductie, Adagio van Egina en Harmodius
3. Egina’s varaitie en Bacchanale
4. Scene en dans met crotalums
5. Dans van de Gaditaniaanse meisjes en Spartacus’ zege

### Suite 2
De tweede suite van circa 21 minuten muziek bevat de volgende stukken muziek:
1. Adagio van Spartacus en Phrygia
2. Binnentocht van koopmannen, Danse van de Romeinse hovelingen, Algemene dans
3. Binnenrocht van Spartacus, Ruzie, Harmodius’ verraad
4. Dans van de piraten

Het Adagio van Spartacus en Phrygia werd wereldberoemd als titelmuziek van de serie Onedin Line. 

### Suite 3
De derde suite van circa 18 minuten muziek bevat de volgende stukken muziek:
1. De slavenmarkt
2. Dans van de Griekse slaven
3. Dans van Egyptisch meisje
4. Phrygia’s dans en scheidingsscene
5. Zwaardendans van de jonge Thraciërs

### Suite 4
De vierde suite van circa 19 minuten muziek bevat de volgende stukken muziek:
1. Melancholische dans van de bacchanten (Verdrietige dans van de bacchanten)
2. Nachtelijk incident
3. Tarantella
4. Saturnalia

De Nederlandse première van één van de eerste drie suites was weggelegd voor het Residentie Orkest, Chatsjatoerian leidde het zelf in de nazomer van 1964. 
Van de suites zijn tientallen opnamen; elke dirigent pakte er zijn eigen favoriete deel uit.